# Джуеб (округ, Юта)
Шаблон:StateAbbr_ 39°43′ пн. ш. 112°48′ зх. д. / 39.71° пн. ш. 112.8° зх. д.
Округ Джуеб (англ. Juab County) — округ (графство) у штаті Юта, США. Ідентифікатор округу 49023.

## Історія
Округ утворений 1852 року.

## Демографія
За даними перепису 2000 року загальне населення округу становило 8238 осіб, зокрема міського населення було 4531, а сільського — 3707. Серед мешканців округу чоловіків було 4126, а жінок — 4112. В окрузі було 2456 домогосподарств, 1983 родин, які мешкали в 2810 будинках. Середній розмір родини становив 3,79.
Віковий розподіл населення поданий у таблиці:
| Стать    | До 15 років | 15-21 | 22-29 | 30-39 | 40-49 | 50-65 | 65-85 | Понад 85 |
| -------- | ----------- | ----- | ----- | ----- | ----- | ----- | ----- | -------- |
| Чоловіки | 1367        | 494   | 423   | 515   | 493   | 465   | 323   | 46       |
| Жінки    | 1262        | 515   | 458   | 494   | 470   | 473   | 377   | 63       |

## Суміжні округи
- Туела — північ
- Юта — північний схід
- Санпіт — південний схід
- Міллард — південь
- Вайт-Пайн, Невада — захід

## Виноски
1. ↑  US Decennial Census. census.gov. US Census Bureau. Архів оригіналу за 26 квітня 2015. Процитовано 25 червня 2015.
2. ↑  Historical Census Browser. lib.virginia.edu. University of Virginia Library. Архів оригіналу за 11 серпня 2012. Процитовано 25 червня 2015.
3. ↑  Forstall, Richard L., ред. (25 червня 1995). Population of Counties by Decennial Census: 1900 to 1990. census.gov. US Census Bureau. Архів оригіналу за 3 квітня 2015. Процитовано 27 березня 2015.
4. ↑  Census 2000 PHC-T-4. Ranking Tables for Counties: 1990 and 2000 (PDF). census.gov. US Census Bureau. 2 квітня 2001. Архів оригіналу (PDF) за 18 грудня 2014. Процитовано 25 червня 2015.
5. ↑  State & County QuickFacts. Бюро перепису населення США. Архів оригіналу за 6 червня 2011. Процитовано 29 грудня 2013 — через Wayback Machine.(англ.) Наведено за англійською вікіпедією.
6. ↑  American FactFinder. Бюро перепису населення США. Архів оригіналу за 21 травня 2008. Процитовано 31 січня 2008.

| США | Це незавершена стаття з географії США. Ви можете допомогти проєкту, виправивши або дописавши її. |